# 2 (B1A4의 음반)
2는 대한민국의 음악 그룹 B1A4가 일본에서 발매한 두 번째 정규 앨범이다. 일본에서 발매한 세 번째 싱글인 イゲ ムスン イリヤ ～ なんで？どうして？에 수록된 동명의 타이틀곡을 수록했다. 그 외에도 걸어 본다, 별빛의 노래, Yesterday를 번안해 수록했다.

## 트랙리스트
| #  | 제목                                         | 재생 시간 |
| -- | -------------------------------------------- | --------- |
| 1. | 〈Believe In Love〉                          | 3:34      |
| 2. | 〈星影のうた〉                               | 3:41      |
| 3. | 〈Angel Eyes〉                               | 4:58      |
| 4. | 〈Hey!!〉                                    | 4:17      |
| 5. | 〈步いてみる〉                               | 3:41      |
| 6. | 〈Yesterday〉                                | 3:39      |
| 7. | 〈イゲ ムスン イリヤ ～ なんで？どうして？〉 | 3:23      |
| 8. | 〈YOU ARE MY GIRL〉                          | 3:48      |